# Терпинен-4-ол
Терпинен-4-ол — органическое вещество, относится к классу терпенов. Содержится в лавандовом масле, скипидаре.
Запах — пряный, земли, зелени.

## Получение
Может быть получен в ходе следующей реакции:

## Применение
Применяют при создании искусственных эфирных масел, например эфирное масло розы, герани и другие.